# Vinette Robinson
Vinette Robinson (Bradford, 4 luglio 1982) è un'attrice britannica.

## Filmografia parziale

### Cinema
- Il segreto di Vera Drake (Vera Drake), regia di Mike Leigh (2004)
- Imagine Me & You, regia di Ol Parker (2005)
- Morgan, regia di Luke Scott (2016)
- Frankie, regia di Ira Sachs (2019)
- Star Wars - L'ascesa di Skywalker (Star Wars: The Rise of Skywalker), regia di J. J. Abrams (2019)
- Boiling Point - Il disastro è servito (Boiling Point), regia di Philip Barantini (2021)
- Figli dell'intelligenza artificiale (The Pod Generation), regia di Sophie Barthes (2023)

### Televisione
- This Is Personal: The Hunt for the Yorkshire Ripper - miniserie TV, 2 episodi (2000)
- Between the Sheets - miniserie TV, 6 episodi (2003)
- Doctors - serie TV, 4 episodi (2000-2007)
- Doctor Who - serie TV, 1 episodio (2007)
- Hope Springs - serie TV, 8 episodi (2009)
- Waterloo Road - serie TV, 8 episodi (2009)
- Sherlock - serie TV, 4 episodi (2010-2014)
- Viaggio nel futuro (Year Million) - miniserie TV, 5 episodi (2017)
- The A Word - serie TV, 12 episodi (2016-2017)
- A Christmas Carol - miniserie TV, 3 episodi (2019)
- The Amazing Mr. Blunden - film TV (2021)
- Six Four - serie TV, 4 episodi (2023)
- Boiling Point - serie TV, 4 episodi (2023)
- Progetto Lazarus (The Lazarus Project) - serie TV, 8 episodi (2022-2023)

## Premi
- British Independent Film Awards
  - 2021: "Best Supporting Actress" (Boiling Point - Il disastro è servito)